# مقاطعة إيزباسكان
مقاطعة مرحمت هي تقسيم إداري في ولاية أنديجان في أوزبكستان. مركزها مدينة بايتوق.